# Venus Awards 2016
Die Venus Awards 2016 fanden am 13. Oktober 2016 in Berlin statt. Als Veranstaltungsort diente wie im Vorjahr das Ellington-Hotel im Ortsteil Schöneberg.

## Preisträger
- Beste Amateurcommunity: Big7
- Bestes Amateurgirl: RoxxyX
- Bester Darsteller: Jason Steel
- Beste Darstellerin (international): Lena Nitro
- Beste Darstellerin (national): Texas Patti
- Best Distributor: Scala Playhouse
- Beste Film-Flatrate:  erotic-lounge.com
- Beste Internetseite:  fundorado.com
- Best Kinky-Actor: Duo Linked „Ria Mae & Afsana“
- Best Manufacturer: Mystim
- Beste MILF: Dirty Tina
- Beste Newcomerin: Sina Velvet
- Best Product-Line: Mystim
- Beste TV-Moderation (weiblich): Carmen Rivera
- Beste TV-Moderation (männlich): Conny Dachs
- Bestes Vollerotikangebot: Blue Movie
- Bestes Webcam-Girl: MeliDeluxe
- Venus-Fan-Award: Nicole Charming (Babstation24)
- Beste Erotik-DJane: Anike Ekina
- Beste Serie – soft & hard: Auto – Motor – Sex
- Beste Darstellerin Gang-Bang: Bonita De Sax
- Best Adult Webmaster Magazin:  FUBAR-Webmsters
- Best Bukkake Label: GGG John Thompson
- Beste Webcam-Show: Jolyne Joy
- Laureen-Pink-Awards: Laureen Pink
- Beste Erotik-Akteurin: Natalie Hot
- Best Network of Paysites: PornDoe Premium
- Most Innovative Product: realitylovers.com
- Sexparty-Veranstalter: Salma dè Nora
- Venus-Ehrenpreis:  70 Jahre Beate Uhse